# Paranaiguara
Paranaiguara este un oraș în Goiás (GO), Brazilia.